# BartPE
BartPE o BartPE Builder è stato un programma per creare un CD avviabile basato su Microsoft Windows XP o Server 2003. In sostanza è un CD avviabile basato sul sistema operativo Windows XP, offre alcune caratteristiche interessanti nel risolvere i problemi di Windows. BartPE può essere avviato e utilizzato senza scrivere o modificare dati sul disco rigido, cioè funzionando solo ed esclusivamente all'interno della memoria RAM.
La software house nel Febbraio 2006 con il rilascio della sua ultima release, ha cessato gli aggiornamenti del software e il sito internet non è stato più aggiornato.

## Boot da USB
È possibile fare il boot da BartPE da una memoria USB, ma solo quando il BIOS del computer supporta l'avvio da questi supporti.

## Utilizzi principali
- Salvare i file personali in un supporto esterno quando l'avvio di Windows non funziona.
- Copiare file da e verso una condivisione di rete.
- Modificare, spostare o cancellare dei file che sono tenuti occupati da Windows.
- Recupero dei file cancellati con uno strumento di recupero dei file.
- La scansione del disco fisso alla ricerca di virus, spyware, malware o altri software dannosi.
- Creare un'immagine del sistema operativo.
- Recupero del registro di Windows.
- Ripristino impostazioni funzionanti
- L'uso del desktop remoto.

Esistono inoltre molti plugin che estendono le possibilità di utilizzo.